# Meriola
Genre
Meriola est un genre d'araignées aranéomorphes de la famille des Trachelidae.

## Distribution
Les espèces de ce genre se rencontrent en Amérique. Meriola arcifera a été introduite à Hawaï et à l'île de Pâques.

## Liste des espèces
Selon World Spider Catalog (version 22.0, 15/03/2021) :
- Meriola arcifera (Simon, 1886)
- Meriola avalosi Gonzáles Márquez, Grismado & Ramírez, 2021
- Meriola balcarce Platnick & Ewing, 1995
- Meriola californica (Banks, 1904)
- Meriola cetiformis (Strand, 1908)
- Meriola davidi Grismado, 2004
- Meriola decepta Banks, 1895
- Meriola fasciata (Mello-Leitão, 1941)
- Meriola foraminosa (Keyserling, 1891)
- Meriola gallina Platnick & Ewing, 1995
- Meriola goloboffi Platnick & Ewing, 1995
- Meriola lineolata (Mello-Leitão, 1941)
- Meriola longitarsis (Simon, 1904)
- Meriola macrocephala (Nicolet, 1849)
- Meriola manuel Platnick & Ewing, 1995
- Meriola mauryi Platnick & Ewing, 1995
- Meriola nague Platnick & Ewing, 1995
- Meriola penai Platnick & Ewing, 1995
- Meriola peras Gonzáles Márquez, Grismado & Ramírez, 2021
- Meriola puyehue Platnick & Ewing, 1995
- Meriola quilicura Platnick & Ewing, 1995
- Meriola rahue Platnick & Ewing, 1995
- Meriola ramirezi Platnick & Ewing, 1995
- Meriola setosa (Simon, 1897)
- Meriola tablas Platnick & Ewing, 1995
- Meriola teresita Platnick & Ewing, 1995
- Meriola virgata (Simon, 1904)

## Publication originale
- Banks, 1895 : « A list of the spiders of Long Island; with descriptions of new species. » Journal of the New York Entomological Society, vol. 3, p. 76-93 (texte intégral).